# Time to Give
"Time to Give" is een nummer van de Britse band White Lies. Het nummer verscheen op hun album Five uit 2019. Op 17 september 2018 werd het nummer uitgebracht als de eerste single van het album.

## Achtergrond
"Time to Give", geschreven door basgitarist Charles Cave, was de eerste single die White Lies uitbracht nadat zij door hun voormalige platenlabel BMG Rights Management op straat waren gezet na het teleurstellende album Friends. Het nummer, met een lengte van zeven minuten en 34 seconden, is geïnspireerd door de Britse new wave uit de jaren '80 van de twintigste eeuw en bestaat uit twee delen. In de eerste helft staan de vocalen van Harry McVeigh centraal, terwijl het tweede deel grotendeels instrumentaal is.
Over het album Five en de single "Time to Give" schreef de band: "Dit album markeert ons decennium als een band. Het heeft ons ertoe gezet om ons geluid uit te breiden en artistiek een nieuw territorium te bereiken. De start van een nieuw en opwindend hoofdstuk."
Hoewel "Time to Give" internationaal geen hitlijsten wist te behalen, verkreeg het nummer wel populariteit. Zo stond het in het najaar van 2018 drie weken op nummer -1 in de Graadmeter van Pinguin Radio. Daarnaast werd de single op vrijdag 9 november 2018 door NPO Radio 2 uitgeroepen tot de 223e TopSong van de week. Bij dezelfde Nederlandse publieke radiozender kwam het aan het eind van het jaar direct in de NPO Radio 2 Top 2000 terecht op de 719e positie. In november 2021 stond het op positie 65 in de Top 1000 Allertijden van Radio Veronica.

## NPO Radio 2 Top 2000
| Nummer met noteringen in de NPO Radio 2 Top 2000 | '18 | '19 | '20 | '21 | '22 | '23 | '24 |
| ------------------------------------------------ | --- | --- | --- | --- | --- | --- | --- |
| Time to Give                                     | 719 | 434 | 537 | 487 | 380 | 468 | 476 |

1. ↑  Een vetgedrukt getal geeft de hoogste notering aan.
2. ↑  2018 was het eerste jaar met een notering voor dit nummer.